# Цанко Апостолов
Цанко Апостолов Ваташки, по-известен като Цанко Апостолов, е български скулптор.

## Биография
Роден е на 28 април 1933 година в пернишкото село Кладница. През 1960 година завършва Висшия институт за изобразително изкуство „Николай Павлович“ в класа по „Скулптура“ на Михаил Кац. Цанко Апостолов е автор на скулптурите:
- „Маталург“ (1962);
- „Майчинство“ (1963);
- „Пред падналия другар“ (1964);
- „Искам думата“ (1966);
- „Миньори-стачници“ (1966);
- „Д. Благоев“ (1967);
- „П. Волов“ (глава, 1967).[1]

Негово дело е барелефът „Радомирска република 1918“ (1968) на гарата в Радомир и „Паметник на Н. Савов“ (1971) в пернишкото село Неделково. Участва в общи художествени изложби и в пернишките окръжни изложби. Негови творби са притежание на Софийската градска художествена галерия и градската художествена галерия в Кърджали.